# Herbie Hess
Herbie Hess (* 28. Oktober 1933 in Altenburg als Kurt Herbert Hess; † 23. Juni 2015) war ein deutscher Jazzmusiker (Klavier, Klarinette, Tenorsaxophon) und Lehrer.

## Leben und Wirken

### Kindheit, Jugend und Familie

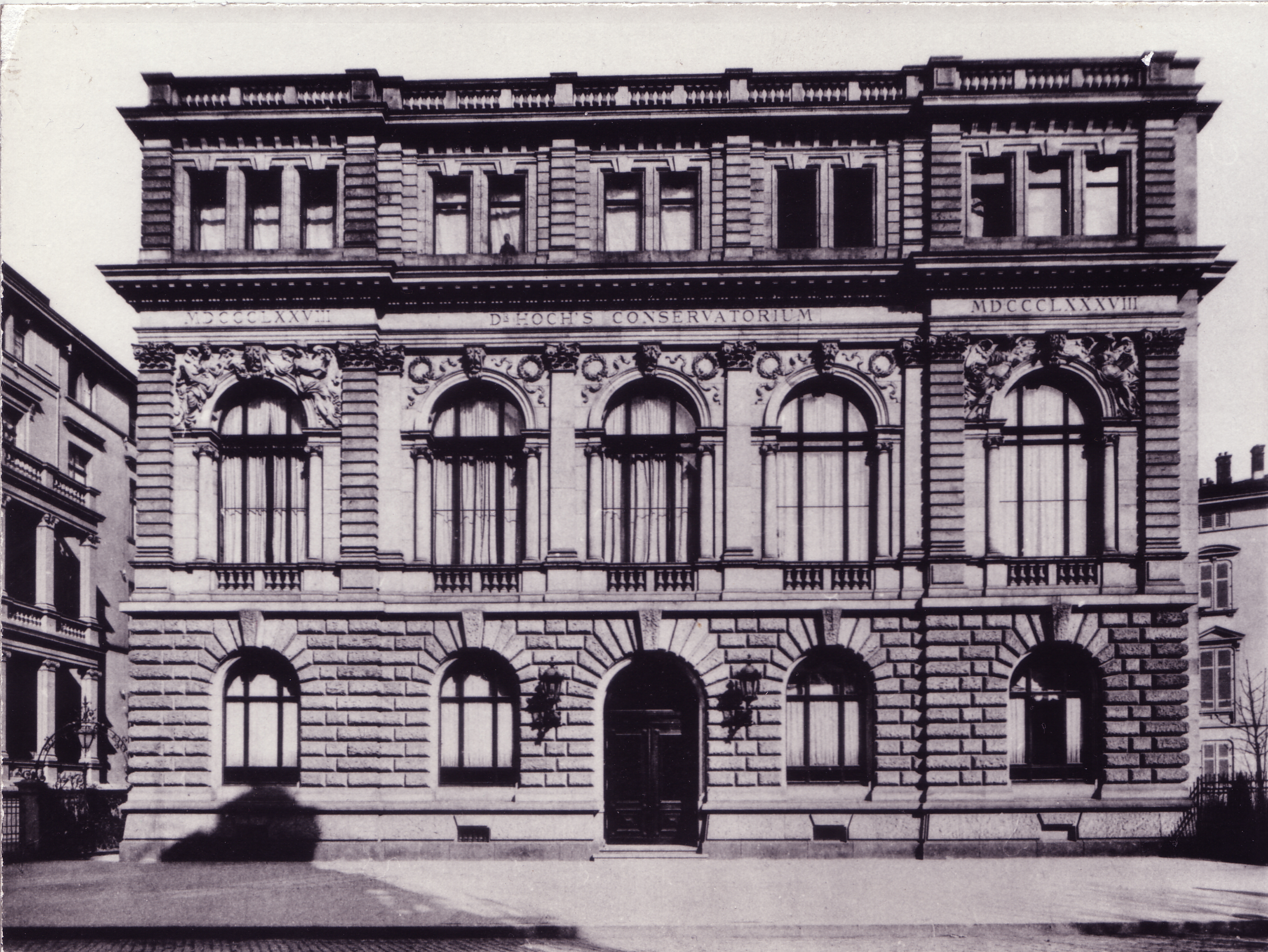
Herbie Hess erhielt an Dr. Hoch’s Konservatorium eine Ausbildung am Klavier

Hess kam in Altenburg zur Welt, wo seine Eltern zu dieser Zeit wohnten, weil der Vater Herbert Hess ein vorübergehendes berufliches Engagement an den Bühnen in Gotha wahrnahm – einziger Bezug zu seiner Geburtsstadt, da die Familie eigentlich in Frankfurt am Main ansässig war. Als Kind besuchte er die Spohrschule im Frankfurter Nordend. Das Erlernen des Klavierspiels war ihm gewissermaßen in die Wiege gelegt. Zunächst erhielt er Privatunterricht, ab 1943 besuchte er Dr. Hoch’s Konservatorium. Dort bekam er die Auswirkungen des Luftangriffs vom 4. Oktober mit, bei dem das Gebäude in der Eschersheimer Landstraße 4 völlig zerstört wurde. Sein Klavierunterricht fand weiterhin statt, nun jedoch im Passavant-Gontard'schen Palais zwischen Hauptwache und Rossmarkt, bis zu dessen Zerstörung bei den Luftangriffen auf Frankfurt am Main am 8. Februar 1944. Danach wurde in Privatwohnungen unterrichtet, bis auch diese durch Fliegerbomben zerstört wurden. Während der Bombenangriffe auf die Stadt war er bei Verwandten seiner Mutter in der oberhessischen Wetterau untergebracht.
Seine Eltern, Marie (geb. Maurer) und Herbert Hess, waren als Altistin bzw. Tenor im klassischen Gesangfach zuhause, so dass er es als Jugendlicher und zudem Einzelkind nicht ganz leicht hatte, sich mit seiner Vorliebe für den weniger konformen Jazz durchzusetzen. Diese entstand bei ihm in den unmittelbaren Nachkriegsjahren insbesondere durch den Einfluss der US-amerikanischen Besatzungssoldaten und deren Hörfunksender AFN. Als Initialzündung darf sein erstes Jazz-Hörerlebnis gelten, das er im Alter von etwa 12 oder 13 Jahren im Kurpark von Bad Nauheim hatte, wo eine Jazz-Band auftrat. Ab 1952 lernte er durch Privatunterricht Klarinette.
Sein Abitur auf der Frankfurter Musterschule attestierte ihm sehr gute Leistungen im Fach Musik, so dass er diesen Weg weiter verfolgen wollte. Seitens seines Vaters gab es jedoch gleichzeitig Bestrebungen, den wenig an der Lebensrealität orientierten Sohn auf Lebenszeit wirtschaftlich abzusichern, und eine Verbeamtung als Ziel anzuvisieren. Es folgte daher zunächst eine überwiegend kaufmännisch orientierte Ausbildung bei der Oberfinanzdirektion Frankfurt am Main. Die Aussicht, einen Teil der Ausbildung und des späteren Dienstes uniformiert beim Hauptzollamt zu leisten, schreckte den absolut nicht an Formalien orientierten Herbie Hess jedoch nachhaltig ab.

### Ausbildung
Von 1960 bis 1964 studierte er Musik und Geschichte an der Frankfurter Musikhochschule und der Johann Wolfgang Goethe-Universität Frankfurt am Main, wo er das Staatsexamen für das Lehramt an höheren Schulen ablegte. Seine Ausbildung in der klassischen Klaviermusik frischte er in dieser Zeit bei Erich Flinsch wieder auf, um nach seinen Performances beim Jazz den zu erwartenden Anforderungen des Examens gerecht werden zu können.

### Karriere
Nach seiner Referendarzeit war er ab 1966 hauptberuflich im Staatsdienst an diversen Schulen als Lehrer (zuletzt Oberstudienrat) in der Sekundarstufe II tätig, so am Frankfurter Goethe-Gymnasium, an der Carl-Schurz-Schule (Gymnasium), an der Helmholtzschule (Gymnasium) sowie außerhalb Frankfurts an der Bertha-von-Suttner-Schule (Gesamtschule) in Nidderau und zuletzt an der Goetheschule (Gymnasium) in Neu-Isenburg. Er lehrte Musik und Geschichte, vertretungsweise auch Englisch.

Beim Jazz spielte Hess Klavier und Klarinette, später kam Tenorsaxophon hinzu. Seine bevorzugte Stilrichtung war der hauptsächlich in den 1920er Jahren geprägte Chicago-Jazz, aber auch der Swing und der New-Orleans-Jazz; er bewunderte die Performance von Größen wie Count Basie, Bix Beiderbecke, Duke Ellington, Benny Goodman und Jack Teagarden.
Von 1955 bis 1957 gehörte er neben Ata Berk, Carlo Bohländer, Joki Freund, Horst Lippmann, Emil Mangelsdorff und Werner Rehm zu den von Günter Boas gegründeten Two Beat  Stompers, eine der wichtigsten Traditional-Bands der Nachkriegszeit, die bis in die 1960er Jahre bekannteste deutsche Band dieser Stilrichtung war. Mit den Two Beat Stompers trat er unter anderem im Domicile du Jazz, dem späteren Jazzkeller Frankfurt, auf und nahm am Deutschen Jazz-Festival teil. Während dieser Phase wurde Hess 1956 beim Düsseldorfer Amateur-Jazzfestival als bester Pianist ausgezeichnet. Mit den Two Beat Stompers nahm er seine erste Komposition „Herbie’s First Blues“ auf, der später die bedeutendere „Blues For Bix“ folgte, die er auch komplett arrangierte. Bis 1963 spielte er mit verschiedenen Jazz-Bands, unter anderem den New Orleans Ramblers (mit Gustl Mayer, Peter Trunk).
Er war in Frankfurter Jazz-Bands wie den Hot Swingers und den New Orleans Jazz-Babies aktiv. In den 1970er Jahren trat er häufig in Clubs wie dem Frankfurter Sinkkasten, dem Jazz Life Podium und dem Jazzlokal Down by the Riverside am Main, aber auch überregional in vielen Städten auf, so beispielsweise gemeinsam mit Rolf Hetebrüg, Conny Jackel, Klaus Lohfink, Gustl Mayer, Bill Ramsey oder Roland Schneider. Mit den New Orleans Jazz-Babies und den Hot Swingers entstanden in den 1970er Jahren Schallplatten.
Teils mehrmonatige musikalische Tourneen führten Herbie Hess u. a. nach Frankreich, nach Marokko, Spanien und in das Vereinigte Königreich.
Ein 2004 erlittener Herzinfarkt, der das Implantieren eines Stents erforderlich machte, beeindruckte den bis dahin aktiv jazzenden Hess so, dass er das Musizieren weitestgehend aufgab.

## Hörfunk und Fernsehen
Der erste Fernsehauftritt von Hess fand mit Friedrich Gulda beim Südwestfunk (SWF) am 6. Dezember 1955 in der Sendung "Jazz – gehört und gesehen" statt. Dabei traten die Two Beat Stompers gemeinsam mit dem Chet Baker Quartet auf. Beim Hessischen Rundfunk und beim ZDF entstand eine Vielzahl von Hörfunk- bzw. Fernsehsendungen, an denen Hess musikalisch mitwirkte, so beispielsweise an zwei Fernsehproduktionen des hr mit den Titeln "Mainstream" (Bill Ramsey & Hot Swingers) und "Boogie & Blues" (Bill Ramsey, Gottfried Böttger, Roland Schneider) im Jahr 1978. In den späten 1970er Jahren bestritt er innerhalb der Band regelmäßig die musikalischen Intermezzi für die hr-Sendereihe "Erfinderbörse" mit Joachim Bublath und Barbara Dickmann sowie über mehrere Jahre Auftritte bei der Internationalen Funkausstellung in Berlin. Er begleitete dort Gesangsinterpreten wie Katja Ebstein, Joan Faulkner, Reinhard Mey, Bill Ramsey und Konstantin Wecker.
Herbie Hess wohnte jeweils über Jahrzehnte zunächst in den Frankfurter Stadtteilen Nordend, Bornheim und Seckbach. Ab 2008 lebte er in Bad Homburg vor der Höhe, seit 2013 auf der Insel Rügen.

## Kompositionen
- „Herbie’s First Blues“ (comp), aufgenommen mit den Two Beat Stompers
- „Blues For Bix“ (comp, arr) inkl. komplettes Arrangement, aufgenommen mit den Two Beat Stompers

## Diskographie
- diverse mit Two Beat Stompers: N. N., Brunswick
- Two Beat Stompers: „Das ist Dixieland!“, Brunswick 10054EBP, Aufnahme 8. April 1956 in Berlin, Besetzung Werner Rehm (tp), Dick Simon (tb), Emil Mangelsdorff (cl), Herbert Hess (p), Gerd Schuttrumpf (bj), Joki Freund (tu), Horst Lippmann (d)[9][10]
- Hot Swingers: „Dixieland Party Namber Wann“ (LP), CBS 81258, Besetzung Roland Schneider (vl), Klaus Lohfink (trb), Ata Berk (dr), Rolf Hetebrüg (tp), Herbie Hess (cl), Jo Schomann (b), Gustl Mayer (sax)
- New Orleans Jazz-Babies: „The Entertainer“ Rag (LP), biton Frankfurt am Main, BIT2113, Aufnahme 22./23. November 1974, Besetzung: Herbert Christ (tp), Harald Blöcher (trb), Klaus Pehl (cl), Herbie Hess (p), Helmut Grahl (bjo, git, voc), Ernst Schneider (b), Peter Hermann (dr)
- Hot Swingers, New Orleans Jazz Babies, Two Beat Stompers u. a. – auf „Jazz aus Frankfurt“, LP, Stadt Frankfurt am Main, Amt für Fremdenverkehr, Kongresswesen und Städtepartnerschaften, 1979[11]